# Špióni v převleku
Špióni v převleku (v anglickém originále Spies in Disguise) je americký 3D animovaný film produkovaný Blue Sky Studios a 20th Century Fox Animation z roku 2019. Předlohou se stal krátkometrážní snímek Pigeon: Impossible od Lucase Martella z roku 2009.
Režisérem animovaného filmu byli Nick Bruno a Troy Quane. Postavy nadabovali herci Will Smith, Tom Holland, Karen Gillan, Rashida Jones, DJ Khaled, Ben Mendelsohn a Masi Oka. Ve Spojených státech měl film premiéru 25. prosince 2019.

## Obsazení
- Will Smith – Lance Sterling[5]
- Tom Holland – Walter Beckett
- Ben Mendelsohn – Killian
- Rashida Jones – Marcy Kappel
- Reba McEntire – Joy Jenkins[6]
- Rachel Brosnahanová – Wendy Beckett[6]
- Karen Gillan – Eyes[7]
- DJ Khaled – Ears[7]
- Masi Oka – Katsu Kimura
- Carla Jimenez – Geraldine[8]

### Dabing
- Adam Mišík
- Michal Holán
- Jiří Krejčí
- Zdeněk Mahdal
- Nikol Kouklová
- Jolana Smyčková
- Ladislav Cigánek – Terrance